# Discothyris
Discothyris és un gènere d'arnes de la família Crambidae. Conté només una espècie, Discothyris ferruginata, que es troba a Taiwan i l'Índia.